# Эллисон, Дженнифер
Дженнифер Эллисон (англ. Jennifer Ellison, род. 30 мая 1983, Ливерпуль, Великобритания) — британская актриса и певица, модель.

## Карьера

### Кино
Наиболее известная роль Эллисон до 2003 года была роль Эмили Шэдвик в телевизионной мыльной опере «Бруксайд». Но в 2004 году выходит экранизация «Призрак Оперы», где Эллисон играет юную Мэг Жири и эта роль приносит ей определённую известность.

### Модельный бизнес и съёмки в журналах
Эллисон впервые снялась для журнала в возрасте 16 лет. Это была серия сексуальных фотографий под заголовком «Соблазн». В настоящее время она является «Девушкой журнала» «Максим». Недавно Эллисон подписала контракт c гигантом производства дамского белья «Ultimo» для рекламы его линии «Young Attitude». В 2005 году Эллисон стала победительницей в номинации «самая сексуальная блондинка в мире», согласно опросам читателей британского журнала Nuts. В этой номинации она обошла модель Викторию Сильвстед, ставшую второй и Бритни Спирс, ставшую третьей. Эллисон так на протяжении нескольких лет присутствовала в рейтинге «100 самых сексуальных женщин мира». 2003 год — 60-е место, 2004 год — 29-е место, 2005 год — 17-е место, 2006 год — 31-е место. В 2007 году она заняла 87-е место, это падение в рейтинге связано с тем что Эллисон на некоторое время отошла от модельного бизнеса.

### Танцы
Эллисон обучалась танцам с трехлетнего возраста. Сначала в танцевальной школе в Ливерпуле, впоследствии в школе танцев Элизабет Хилл в городе Сент-Эленс графство Мерсисайд, в Англии. Она успешно сдала экзамены в Королевской Академии Танцев и Международной Ассоциации Учителей Танцев (IDTA). В 1996 и 1997 годах Эллисон выигрывала титулы в чемпионате театрального танца IDTA, в категориях балет и современный танец. Для того чтобы продолжить профессиональную карьеру в танце, Джениффер успешно прошла прослушивания в Начальную Королевскую Школу Балета, из которой по прошествии двух лет её попросили уйти по причине большого бюста, который разрушил всю её карьеру в классическом балете.
В 2006 году Эллисон создала «Тренировки Вест Энд от Джениффер Эллисон», фитнес-DVD, в котором сочетались её любимые танцы с рутинными упражнениями.
В 2007 году Эллисон выступала в качестве судьи в реалити-шоу на Британском телевидении в программе: «Грязные Танцы. Время вашей жизни».
Джениффер Эллисон получила британскую премию Carl Alan Award за выдающиеся заслуги в танцах. Награда вручается по голосованию профессиональных танцоров.

### Театр
Эллисон участвовала в показе театральной версии мюзикла «Чикаго» в лондонском театре «Адельфи» в 2004 году. А в период с 10 июля по 9 августа 2006 года, она вернулась в этот мюзикл снова в качестве главной героини Рокси Харт, на сей раз в Кембриджском театре. Как фактически предполагалось Эллисон должна была выступать вплоть до 12 августа на сцене в этом мюзикле, но из-за травмы колена пришлось закончить показ на 3 дня раньше. Впоследствии Эллисон совершила турне с мюзиклом «Чикаго» по Англии, побывав в городах Бирмингем, Манчестер, Сандерленд, Ноттингем, Саутгемптон, Сток-он-Трент, Ливерпуль и Эдинбург.
1 октября 2007 года Эллисон участвовала в восстановлении пьесы «Боинг, Боинг» в театре Комедии Лондона, играя роль Глории, бортпроводницы американской компании TWA.
В декабре 2007 года она приняла участие в праздновании десятилетия показа мюзикла «Чикаго» на сцене Кембриджского театра совместно с другими звездами. А также сыграла роль Ангела в «Ливерпульском Рождении», современном пересказе «Рождественской истории», для канала ВВС Три. Постановка была проведена вживую на улицах Сити.
Она также сыграла Бет в музыкальной версии Джеффа Уэйна «Войны Миров» на главных аренах Великобритании в июне 2009.

### Музыка
Эллисон также попробовала себя в карьере поп-рок певицы. В июне 2003 года вышел её первый сингл под названием «Baby I Don’t Care», который достиг шестого места в британских чартах. Оригинальная версия была записана в 1989 году группой Transvision Vamp. В июле следующего года после победы в реалити-шоу Hell’s Kitchen, она выпустила свой второй сингл «Bye Bye Boy» — песню написанную японским певцом Нанаси Айкава — которая заняла 13 место в британских чартах.

### Телевидение
В 2003 году Эллисон участвовала в документальном путешествии «Джениффер Эллисон в Таиланде», а в 2004 году она принимала участие в телевизионном реалити-шоу «Дьявольская кухня» (Hell’s Kitchen), в котором она стала победительницей.
Весной 2007 года она участвовала в реалити-шоу на канале ВВС «Приговор», совместно с Джеффри Арчером и Сарой Пейн.
В 2007 году Эллисон принимала участие в передаче «Грязные Танцы. Время вашей жизни», в качестве судьи для телеканала Living TV.
В декабре 2007 Эллисон выступала, в качестве гостя в дискуссионном шоу телеканала ITV «Свободные Женщины». Эллисон также снималась в эпизодах британских телесериалов Максимум откровений, Отель Вавилон, Новый Уличный Закон и Командующий.

## Личная жизнь
С 10 октября 2009 года Дженнифер замужем за боксёром Робби Тиклом, с которым она встречалась 19 месяцев до их свадьбы. У супругов есть три сына: Бобби Тикл (род.04.02.2010), Гарри Тикл (род.09.07.2013) и Чарли Тикл (род.26.09.2014).

## Фильмография
- 2004 — Призрак оперы / The Phantom of the Opera  — Meg Giry
- 2005 — Максимум откровений / The Brief  — Alice Rae
- 2007 — Отель Вавилон / Hotel Babylon  — Carrie Cottan
- 2007 — Ливерпульское рождение / Liverpool Nativity
- 2008 — Коттедж / The Cottage — Tracey

## Примечание
1. ↑  Internet Movie Database (англ.) — 1990.
2. ↑  Article from Liverpool Echo citing Ellison as an alumnus of the Royal Ballet School. Дата обращения: 29 октября 2009. Архивировано 29 сентября 2012 года.
3. ↑  Jennifer Ellison Photos, Gossip, Bio & Reviews — AskMen.com Архивировано 25 июля 2008 года.
4. ↑  Thank you so much for all ur lovely messages!! On cloud 9!! Baby Harry is absolutely gorgeous!!! Xxx. Дата обращения: 10 июля 2013. Архивировано 14 июля 2014 года.